# Austrolimnophila illustris
Austrolimnophila illustris är en tvåvingeart som först beskrevs av Alexander 1923.  Austrolimnophila illustris ingår i släktet Austrolimnophila och familjen småharkrankar.
Artens utbredningsområde är Taiwan. Inga underarter finns listade i Catalogue of Life.